# Robert Werdann
Robert Werdann (Queens, 12 settembre 1970) è un ex cestista e allenatore di pallacanestro statunitense, professionista nella NBA.

## Carriera
È stato selezionato dai Denver Nuggets al secondo giro del Draft NBA 1992 (46ª scelta assoluta).

## Palmarès
- McDonald's All-American Game (1988)
- Campione NIT (1989)